# 帛画

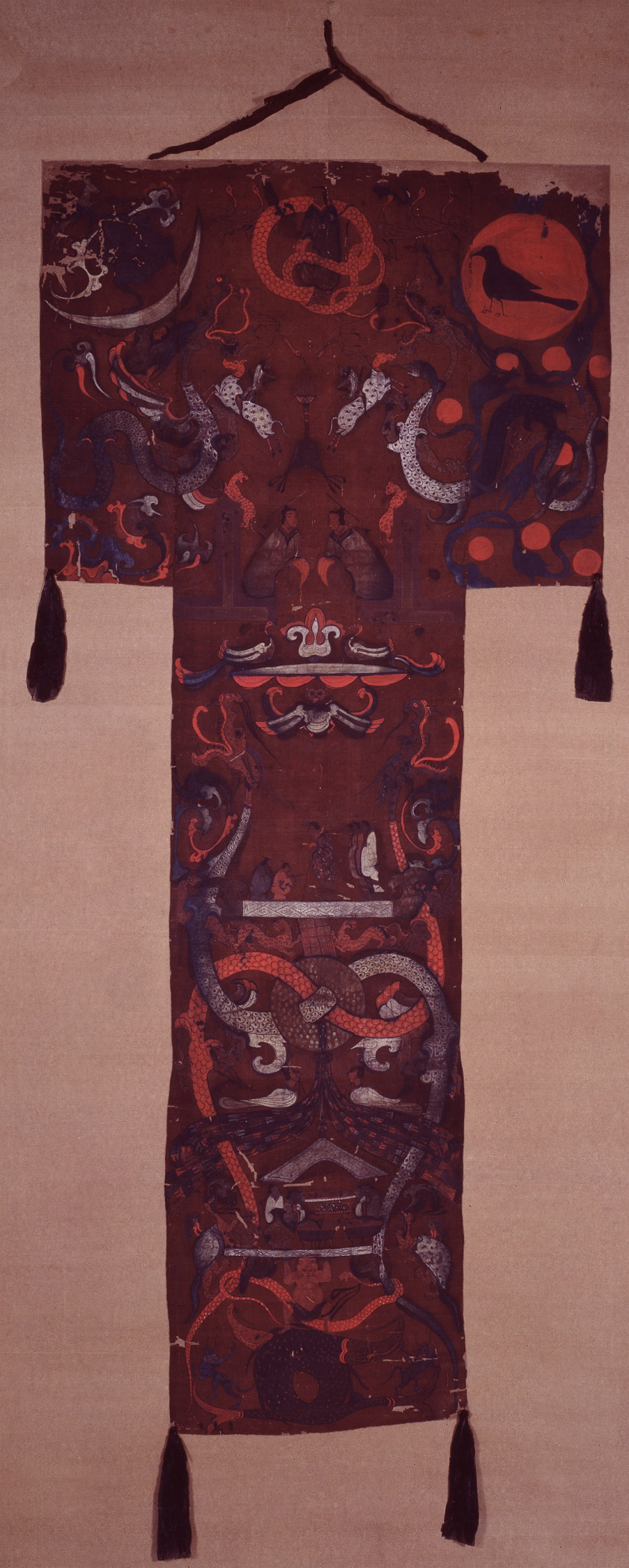
馬王堆一号墓出土品 Ｔ型帛画

帛画（はくが）は、古代中国などで製作された帛と呼ばれた絹布に描かれた絵画。
同じく絹帛に文字が書かれた場合は帛書と呼び、絵画が描かれた帛画と区別するが、中には「絵であるか文字であるか解釈が分かれるもの」「絵と文字が共存するもの」もあり、一部の帛画も「帛書と表記するもの」「研究者によって帛書と記載するか、帛画とするかで見解が分かれるもの」も見受けられる。また、文字類の併記なくても帛書と記載される帛画もある。

## 概要
古代中国の春秋戦国時代から漢代に描かれた。紙が発明される前に、紙の代わりに絹布を使って描かれており、下地の布については「帛（はく）」もしくは「絹帛（けんはく）」という。絹帛は「細かく織った絹」を指す。古代思想を調べる手がかりとして考古学的に価値が高い。
英語ではSilk paitingと記載されるが、英語におけるSilk paintingは、東洋におけるシルク画全般を指す場合もあり、必ずしも「楚墓や馬王堆漢墓から出土した考古学的価値が高い帛画」を指すとは限定されない。シルクに絵を描くのは日本でも行われており、絹本などと呼ばれているが、日本においては絹本は帛画に含めない。

## 著名な帛画
- 楚墓出土品
  - 人物御竜帛画 - 男性が竜に乗り、御している画。下記『人物竜鳳画』と顔が似ている事から兄妹説が出ている[3][2]出土1973年[2]。馬王堆の『T型帛画』と並んで代表的帛画に選ばれることも多く、ウィキペディア各国語版には、この『人物御竜帛画』が掲載されている。
  - 人物竜鳳画 - 女性に竜鳳が描かれた物で、別称『龍鳳仕女図』。中国語表記では「人物龙凤帛画」「人物龍鳳帛畫」「龍鳳仕女圖」など。墓の持ち主と推察されている[3][2]。発掘1949年、製造戦国（紀元前475～前221）[3]。

- 馬王堆出土品 - 馬王堆漢墓から出土したもの。(馬王堆漢墓参照)
  - T型帛画 - 馬王堆一号墓からの出土品。左上に蟾蜍和玉兔が描かれている（zh:月兔#图片）。馬王堆三号墓からも、同様な帛画が出土しているが状態が悪いので、一般には馬王堆一号墓出土の帛画を指す。
  - 導引図 - 多くの人物図に小さく文字が添えられている。面積で言えば図面が人物画が占める割合が多いが、これらが象徴的だと解釈すれば文字的にも解釈可能であり、図でありながら、帛書と記載される事がある。
  - 地形圖 - 別名、長沙国南部図。
  - 天文気象雑占 -文字および天気の図柄が描かれたもの。帛書に分類される事が多い。(en:Divination_by_Astrological_and_Meteorological_Phenomenaも参照)

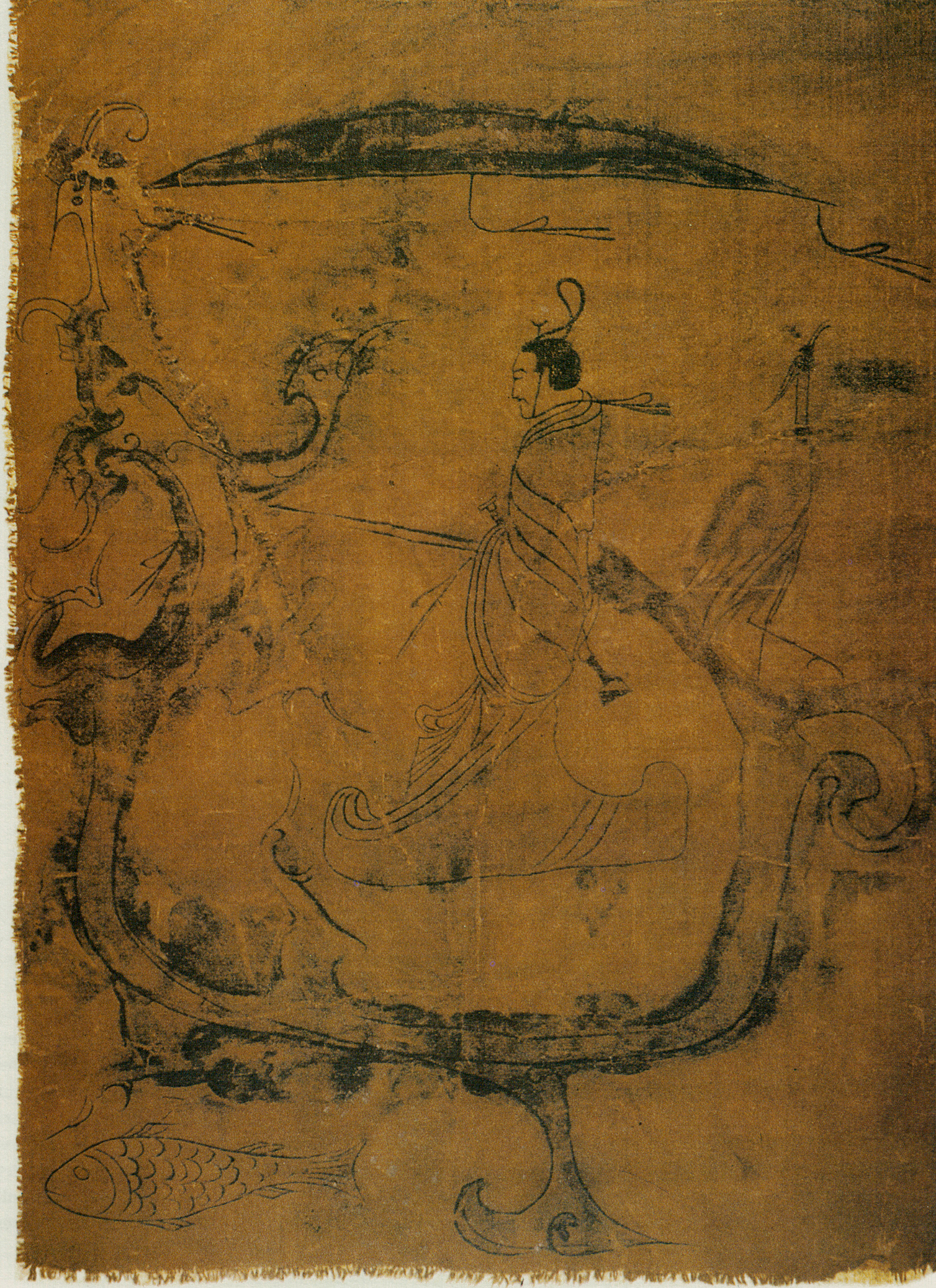
楚墓出土品『人物御竜帛画』
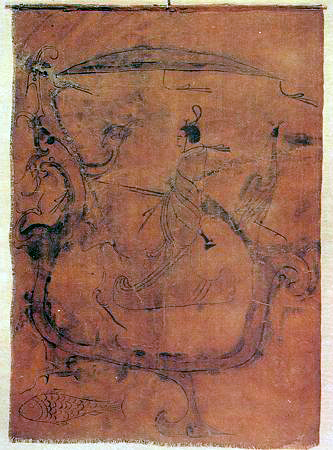
楚墓出土品『人物御竜帛画』(別露出)
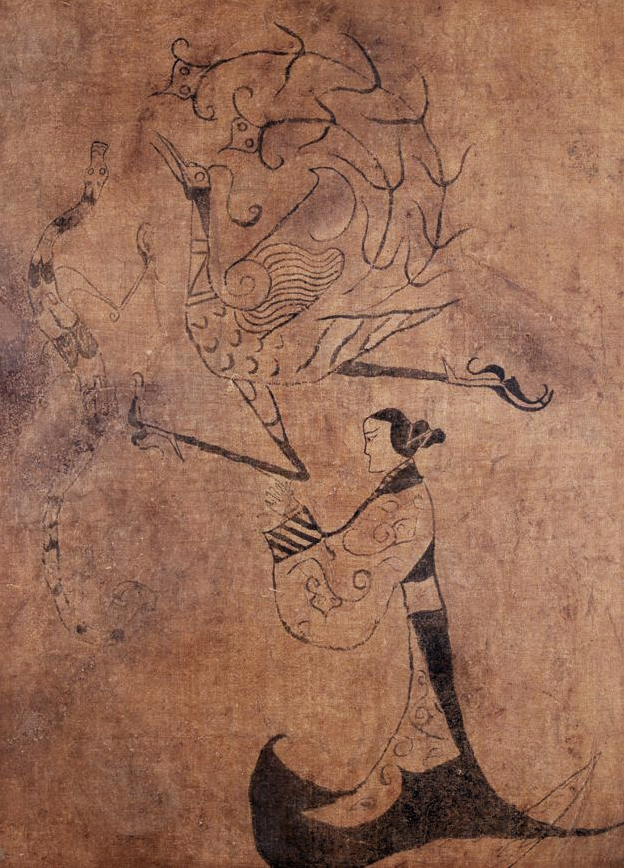
楚墓出土品『人物竜鳳図』
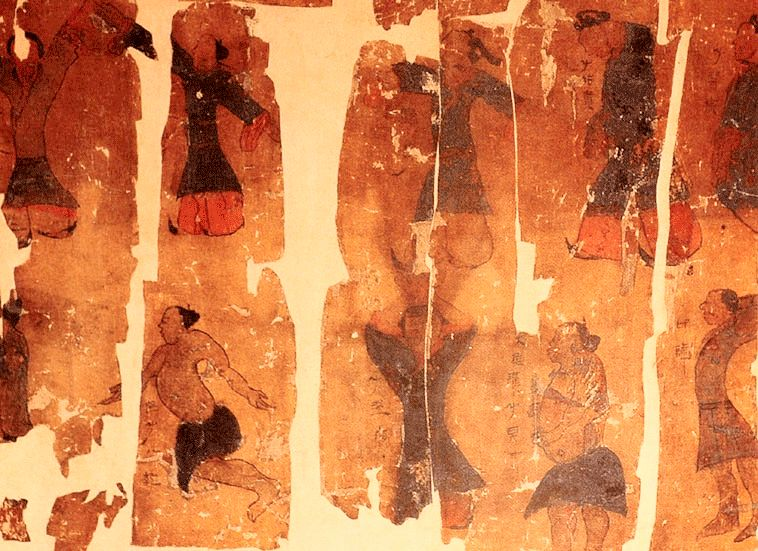
馬王堆出土品『導引図』
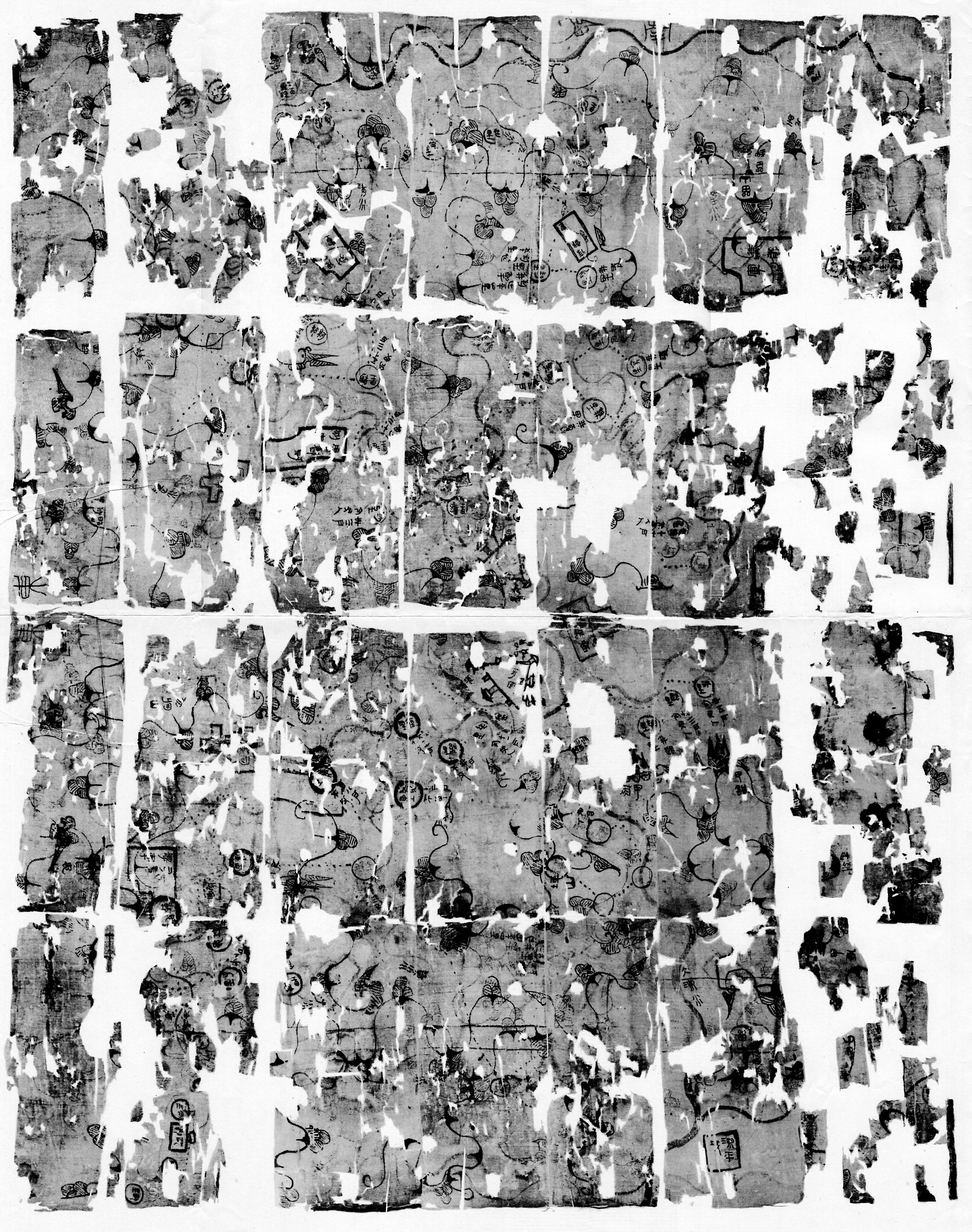
馬王堆出土品『駐軍図』
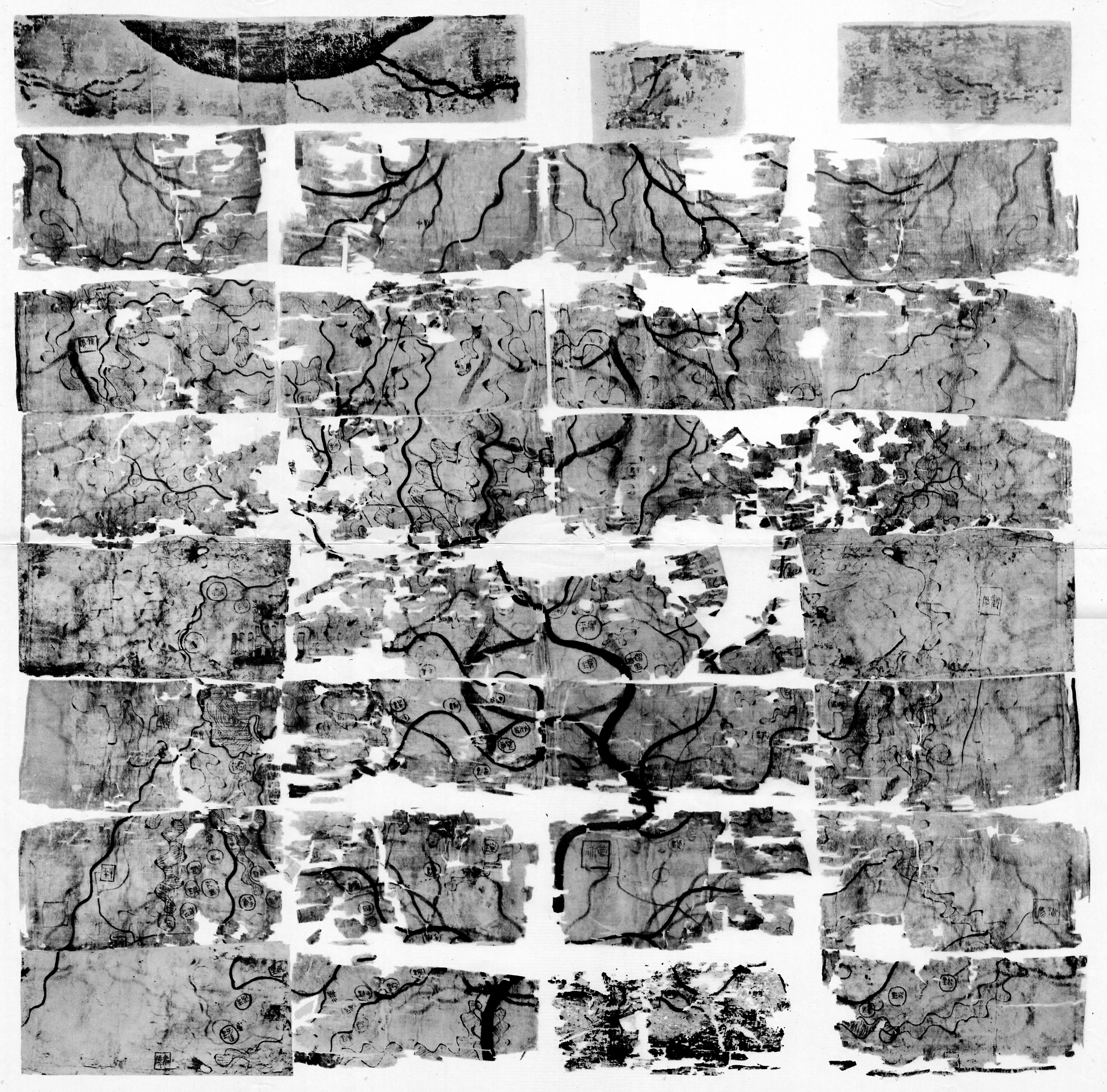
馬王堆出土品『地形図』帛
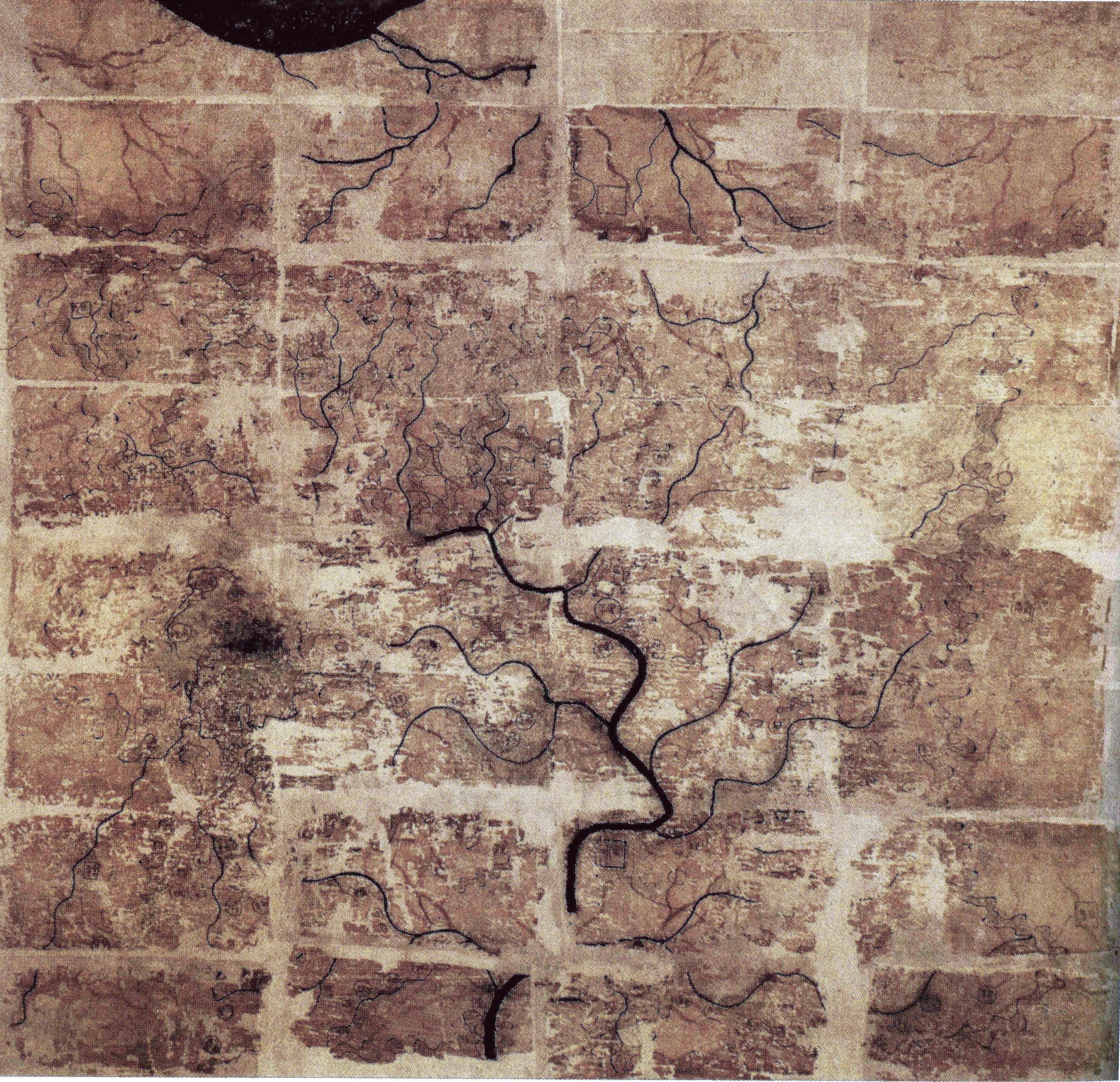
馬王堆出土品『地形図』(カラー)
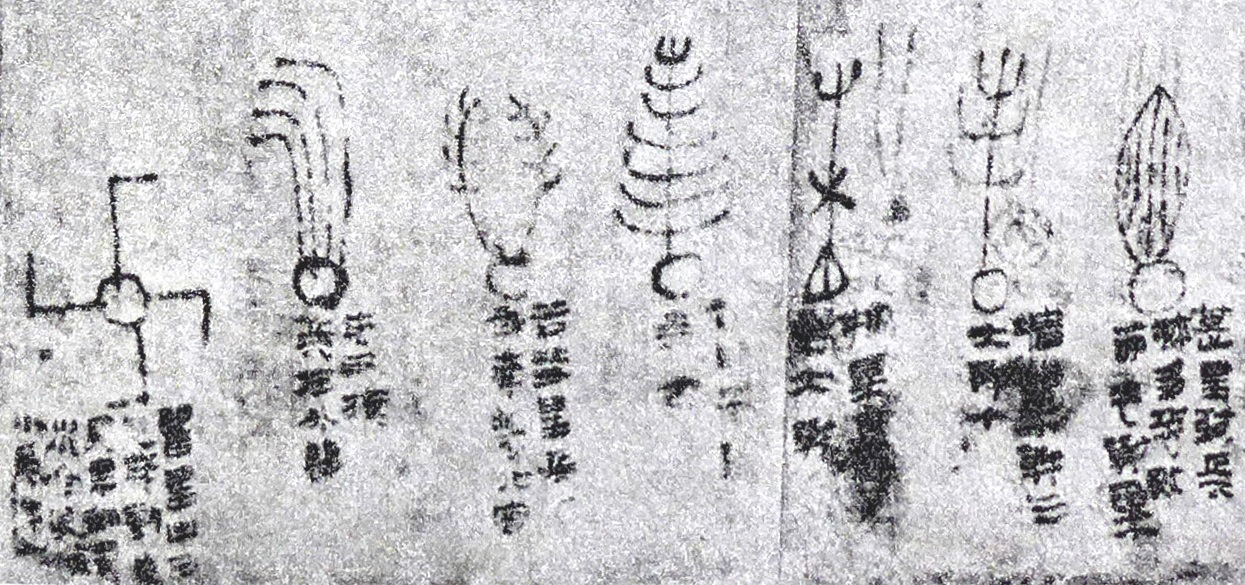
馬王堆出土品『天文気象雑占』
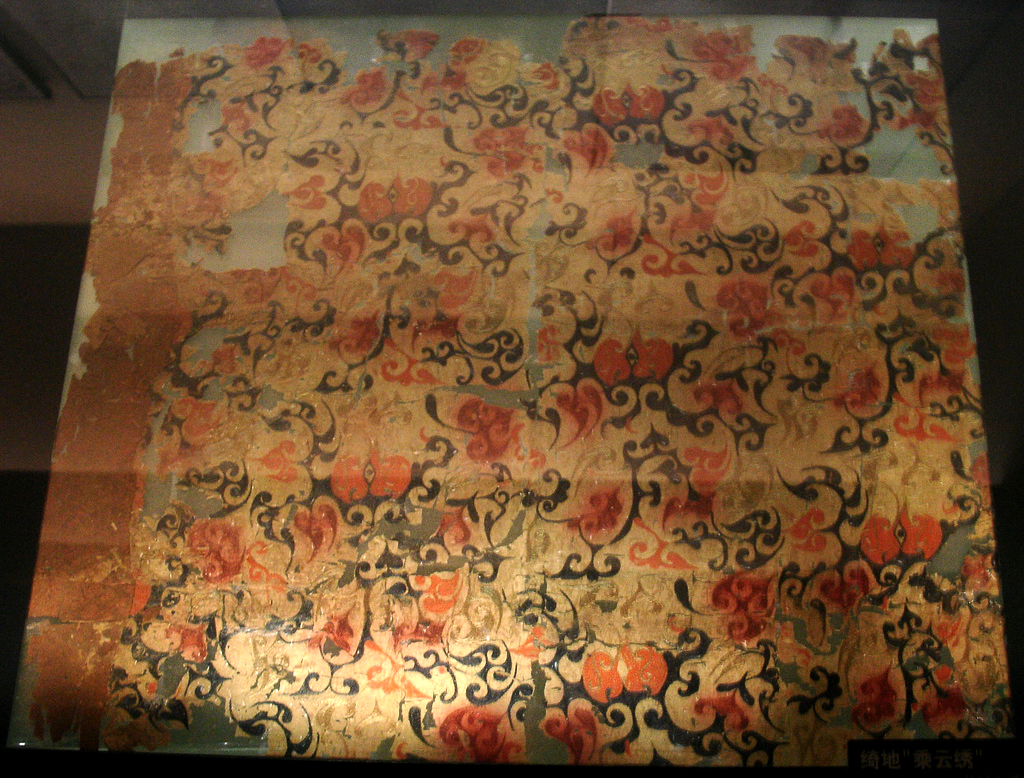
馬王堆出土品　1号墓の絹織物 花文(織物として、帛画に含まない可能が高い）
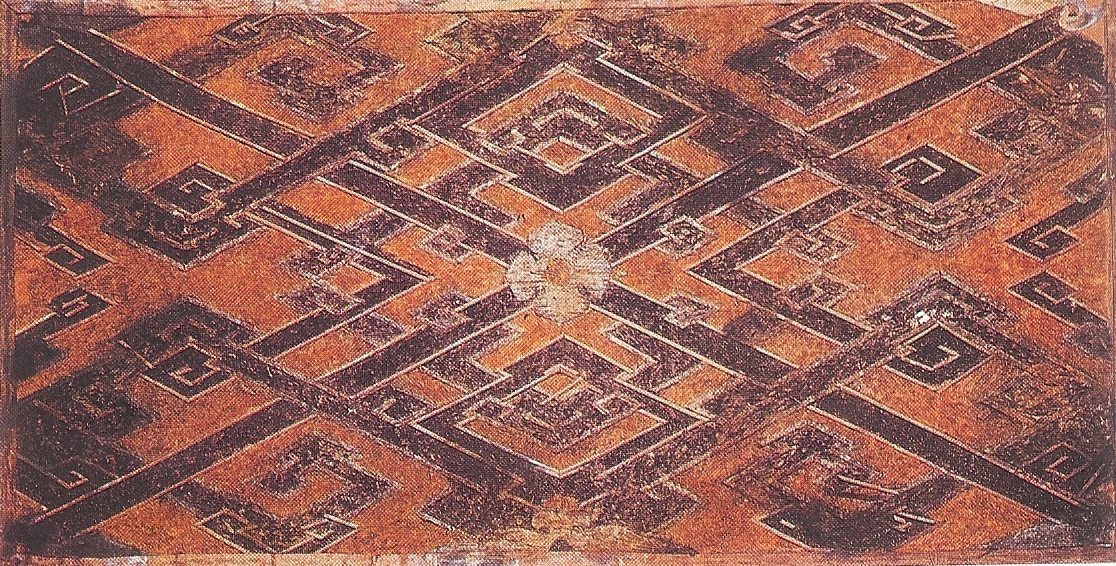
『馬王堆羽毛貼花絹』

## 類似品・近隣品
シルクに描画したものに、絹本（日本）などがある。また、唐代以降もシルク画は存続しており、これらが帛画に分類される事は少ないものの、一部海外では帛図画の訳文Silk paintingにまとめられて記載される事もあり、混同に留意が必要である。

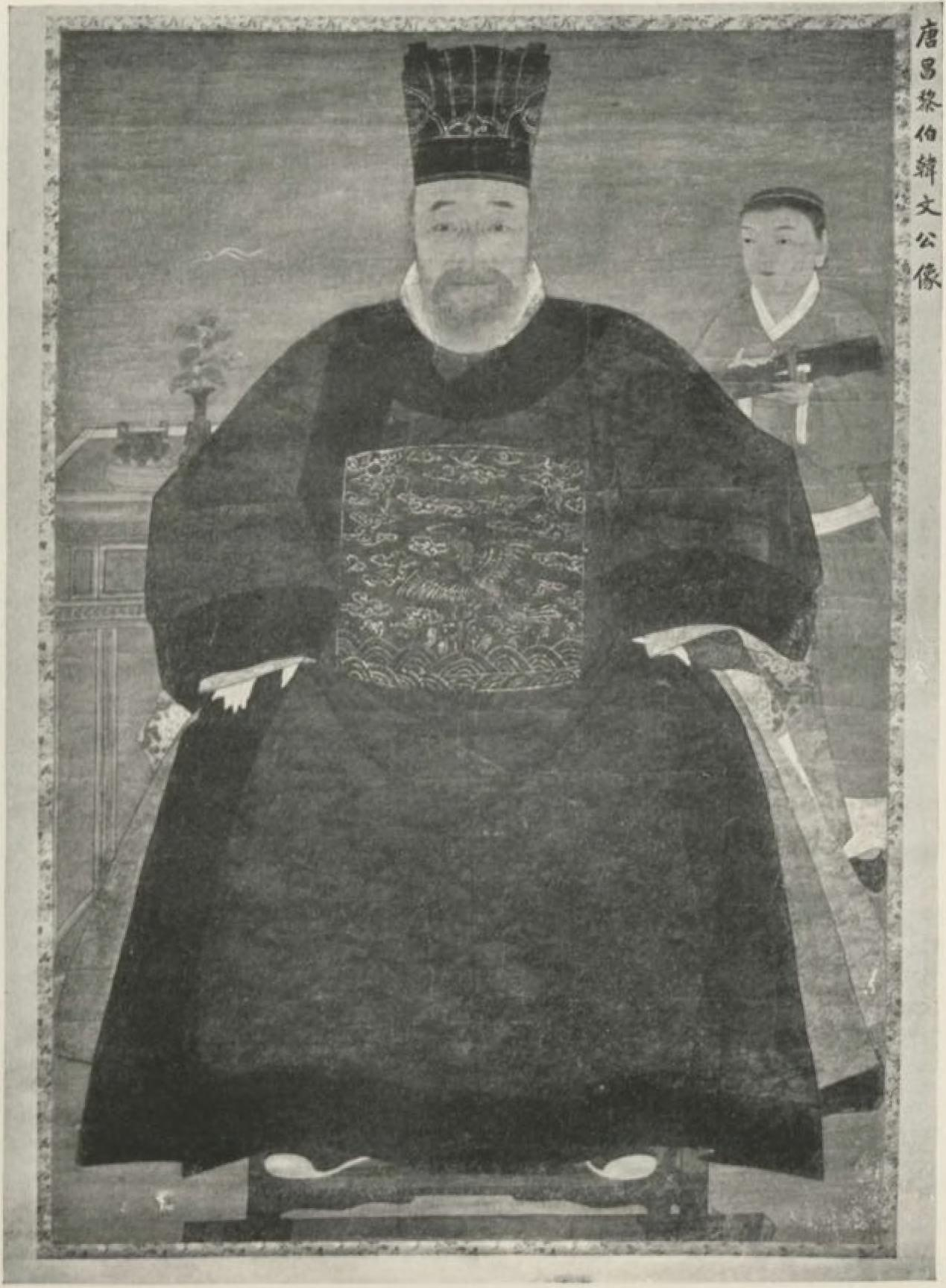
唐『唐昌黎伯韓文公像』(唐時代中期の河北省昌黎県の韓愈像という意)
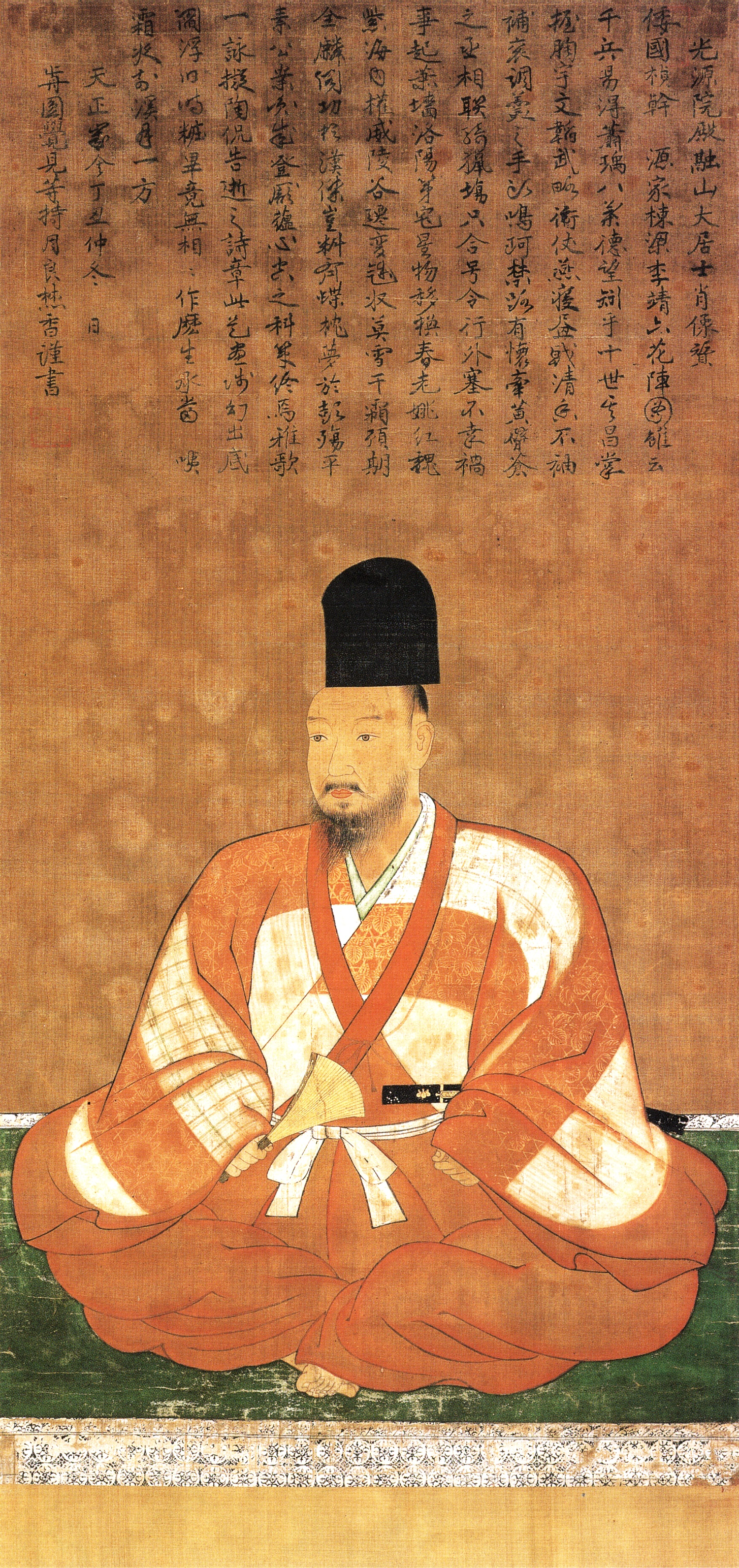
絹本『足利義輝像』日本 戦国時代 推定土佐光吉筆 絹本着色(Colors on silk)